# Kubb

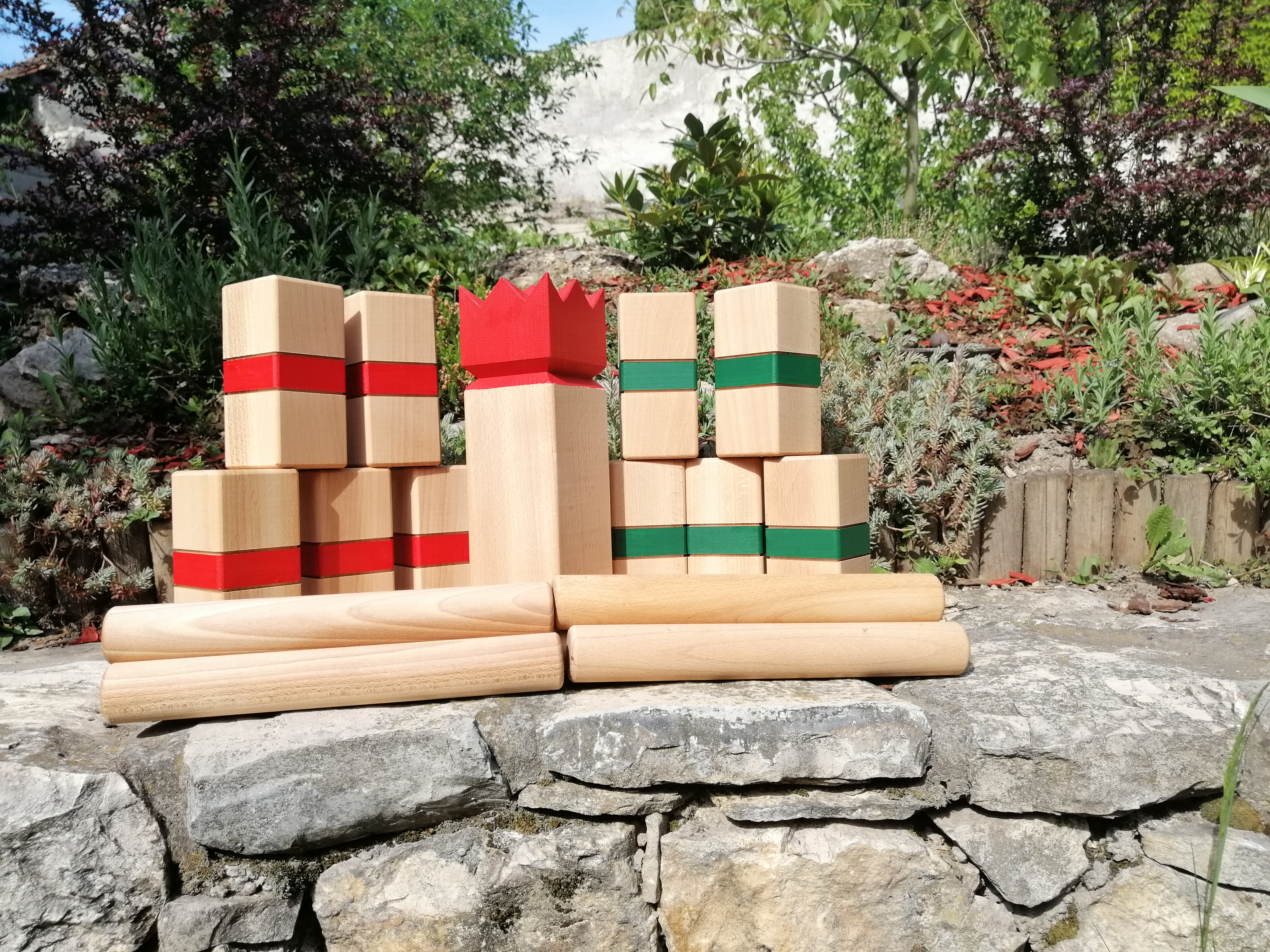
Általános kubb készlet

A kubb, vagy ahogy még ismerik, a vikingsakk egy a távoli múltba visszanyúló játék. Sokan az elnevezés alapján úgy vélik, hogy talán a vikingek egyik ősi játékáról van szó, de konkrét bizonyítékokat még nem találtak erre. Egy bizonyos: a játék őshazája Skandinávia, és hagyományosan a Svédországhoz tartozó Gotland szigetén rendezik meg minden évben a világbajnokságot. A játék, amelyet mára már méltán nevezhetünk sportnak, népszerűsége az utóbbi években folyamatosan növekszik, köszönhetően a fordulatos meneteket biztosító szabályoknak. Magyarországon az utóbbi években kezd ismertté válni, különösen mióta egy veszprémi baráti társaság elkezdte szélesebb körben népszerűsíteni, és megalakította az Első Magyar Kubb Egyesületet. Az Egyesület Weking nevű csapata a 2014-ben Berlinben megrendezett Európa-bajnokságon a 9 nemzet 78 induló csapata közül a 18. helyezést szerezte meg, mint egyetlen magyar csapat.
A kubb vagy vikingsakk tartozékai:
- 10 db kubb – nevezzük őket bástyáknak
- 1 db király
- 6 db dobófa
- 6 db jelölő pálca, amelyekkel a játéktér sarkait és a középvonalat jelölik ki.

A játékosok száma: csapatonként 1-6 fő.
A játéktér: a pálya 5x8 m, amelynek a rövidebbik oldalain állítják fel az 5-5 db kubbot, a pálya közepére pedig elhelyezik a királyt.
A játék menete, illetve szabályai: a játék során a cél az ellenfél álló kubbjainak, majd pedig a királynak a ledöntése. A kubb játék alapszabálya és néhány variációs lehetőség  megtalálható itt.Kubb játékszabály

## Források

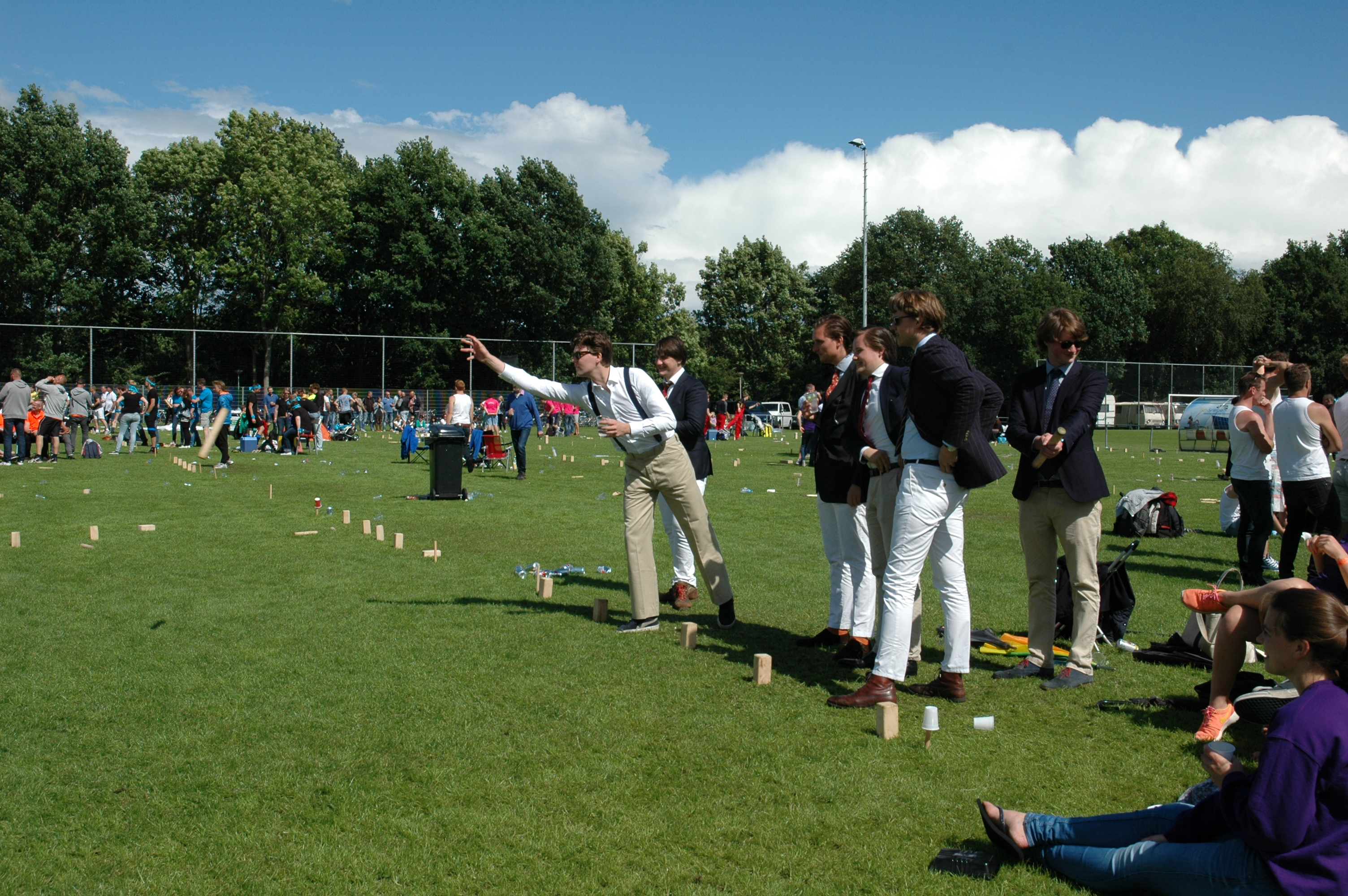
Kubb team, Jan-Diederick en de Ravenvangers

## Fordítás
- Ez a szócikk részben vagy egészben  a   Kubb című angol Wikipédia-szócikk fordításán alapul.  Az eredeti cikk szerkesztőit annak laptörténete sorolja fel. Ez a jelzés csupán a megfogalmazás eredetét és a szerzői jogokat jelzi, nem szolgál a cikkben szereplő információk forrásmegjelöléseként.